# Cylindrolaimus melancholicus
Cylindrolaimus melancholicus is een rondwormensoort uit de familie van de Diplopeltidae. De wetenschappelijke naam van de soort is voor het eerst geldig gepubliceerd in 1881 door de Man.